# Монтуори, Мигель
Мигель Анхель Монтуори (исп. Miguel Ángel Montuori; 24 сентября 1932, Росарио — 4 июня 1998, Флоренция) — аргентинский и итальянский футболист, нападающий. Игрок сборной Италии.

## Биография
Мигель Анхель Монтуори родился в семье ориунди, выходцев из Неаполя, которые уехали из Европы к новой жизни в Аргентину, 24 сентября 1932 года в Росарио, городе в Санта-Фе провинции Санта-Фе, где первый ребёнок в семье (а всего у семейства Монтуори их было шестеро) и начал свой футбольный путь, гоняя мяч по пыльным улицам родного города. Однажды игру молодого Мигеля заметил бывший игрок авельянедского «Расинга» Де Мари, который работал скаутом, путешествуя по всей Аргентине в поисках талантливых юношей, самозабвенно гоняющих мяч на улицах, пляжах, площадях и скверах домов.
Мигель отправился вместе с синьором Де Мари в Авельянеду, пригород Буэнос-Айреса, где юноша стал тренироваться с молодёжной командой клуба. А потом и с основой. Но играл Монтуори очень мало, всегда было много народу, мест в составе не хватало, многие играли лучше. И Монтуори принял решение уйти, тут пригодилось предложение от клуба из Чили «Универсидад Католика». Чили принесло Монтуори счастье: он стал чемпионом страны, нашёл женщину своей жизни, Терезу, и предложил ей выйти замуж, на что она, с радостью, ответила согласием. Там же его заметили из Европы: посетивший одну из игр «Универсидада», итальянский миссионер Падре Вольпи был поражён уровнем игры Монтуоли, он связался со своим близким другом Лучано Джачетти, спортивным директором «Фиорентины» и расхвалил футболиста настолько, что Лучано, не сторонник скорополительных решений, незамедлительно захотел купить Монтуори. Президент Бефани связался с руководством «Универсидада», но те не хотели расставаться с футболистом, а потому назвали цифру в 50000 чилийских песо за трансфер игрока, сумму, которая смогла отпугнуть сам «Ювентус», хотя тогдашний тренер «Старой Синьоры» хотел видеть его у себя, но Бефани неожиданно согласился. Так Монтуори попал в «Фиорентину».
Приход Монтуори сопровождался недоверием фанатов клуба: 50000 чилийских песо за безвестного аргентинца, им казалось слишком много, тем более в тот же год пришёл Жулиньо, суперзвезда чемпионата мира 1954. Но волнение быстро прошло, аргентинец адаптировался к итальянскому футболу и чужой стране и стал набирать форму, тем более с такими партнёрами, как Жулиньо чуть сзади слева и Виргили чуть сзади справа. Первый гол Монтуори забил 2 октября 1955 года в Турине, где «Фиорентина» разгромила «Ювентус» 4:0, Монтуори открыл счёт, а Виргили сделал дубль. «Фиорентина» в тот год была неудержима и выиграла Скудетто, а тиффози прозвали Монтуори Микеланджело за то, что он буквально творил голы на поле.
15 февраля 1956 года Монтуори дебютировал в сборной Италии в матче против команды Франции, а всего провёл 12 встреч. В те годы половина флорентийцев выступала за главную команду страны, а в одном из матчей — с Югославией 12 мая [957 года на поле вышло 9 игроков «Фиорентины».
В марте 1961 года с Монтуори случилось несчастье, в товарищеском матче с «Перуджей» мяч, выбитый защитником команды соперника, попал между ухом и виском Монтуори, тот моментально потерял сознание. После обследования Мигелю был поставлен диагноз — диплопия. Монтуори, по совету медиков, 3 месяца не играл в футбол, затем ему в июне в Падуе сделали операцию, которая прошла с осложнениями: левая половина тела оказалась парализованной. Срочно провели ещё одну операцию, затем ещё одну, что бы вернуть зрение, на этот раз операция прошла успешно. Но тут проявилась второе последствие удара — нарушение моторных и ментальных навыков, Монтуори не мог просто ходить, трудно было сосредоточиться. Но футболист не сдался, он делал упражнения и задачи, занимался гимнастикой. В январе 1962 года, спустившись за газетой и просто и спокойно взяв её, Монтуори понял — болезнь прошла.
Оправившись от болезни, Монтуори становится журналистом местной газеты, но и тут Монтуори преследует болезнь, аневризма головного мозга провоцирует ужасные мигрени, что он вновь ложится на хирургический стол и мигрени уходят. Монтуори решает стать тренером, работая в маленьких городках, Понтассьеве, Аглианесе, Монтекатини, но неудачно. К поражениям на тренерском поприще опять присоединяются болезни, операция на грыже позвоночного диска и язве желудка. Беда не приходит одна, к проблемам на тренерском мостике и здоровье присоединяются и беды финансовы, в 1971 году Монтуори вынужден продать дом во Флоренции и был вынужден вернуться в Чили, где тренировал небольшие команды и молодёжный состав «Универсидад Католика».
Двое детей Монтуори остались в Италии на постоянное место жительство, а он не мог позволить себе трансатлантическое путешествие и очень скучал. С большим энтузиазмом Мигель воспринял оплаченное приглашение на праздник «Фиорентины». 2 июня 1988 года Монтуори с женой Терезой прибыли во Флоренцию, они долгое время не видели своих детей и впервые увидели внуков. Но главный сюрприз был впереди, на самом торжестве 29 мая 1988 года бывшие товарищи по команде сделали Монтуори подарок — полностью благоустроенный и обставленный дом во Флоренции. А муниципалитет давал ему работу библиотекарем, а президент «Фиорентины» — задание просматривать играющих мальчиков, так, как однажды нашли его, гоняющего мяч по улице.
После 10 лет спокойной, простой и тихой жизни Монтуори умер дома, во Флоренции, 4 июня 1998 года из-за неизлечимой болезни.

## Достижения
- Чемпион Италии: 1955/56
- Кубка Италии: 1960/61
- Кубка Кубков УЕФА: 1960/61